# 鄭成功畫像

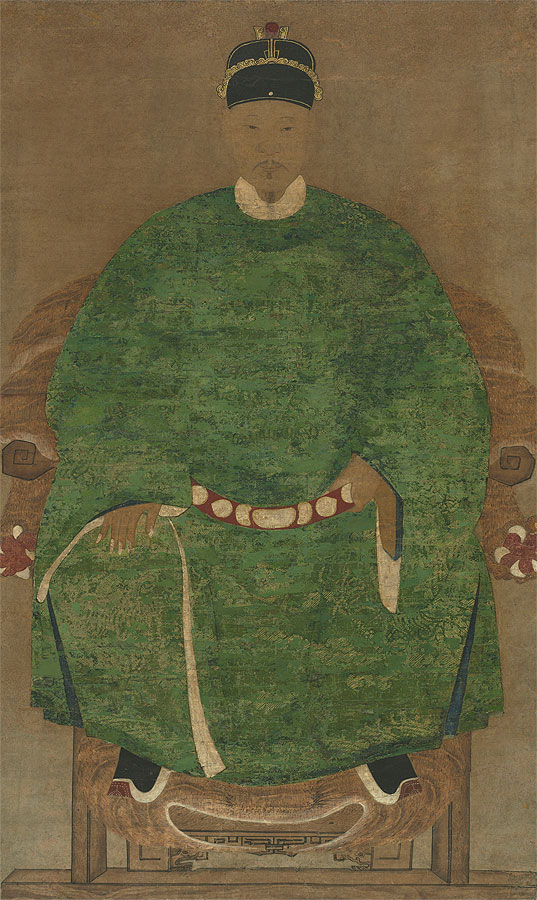
國立臺灣博物館藏《鄭成功畫像》

《鄭成功畫像》歷代流傳於官方、民間的鄭成功畫像、雕像、神像傳世有諸多版本，國立臺灣博物館所典藏之《鄭成功畫像》，依據曾任日本總督府圖書館館長山中樵於〈臺北博物館見物〉一文論述，原為住在臺北州的松山，靠近內湖庄後山陂（今南港玉成里）鄭維隆的傳家之寶。明治三十一年（1898年）臺北縣知事村上義雄訪鄭維隆家，鄭維隆遂將此畫進獻給村上知事，其後並由村上攜回日本；數年後，鄭家人聲言此畫並非呈贈村上知事，提出索還要求，村上並將畫作送回臺北。當時臺灣總督佐久間左馬太觀覽此畫後，建議將此畫以國寶之規格，交付公家保存，經鄭家同意後，於1911年夏天獻納給臺灣神社。1945年此作再轉由省立博物館（現國立臺灣博物館）典藏至今，並於2010年由行政院文化建設委員會（現文化部）公告指定為「國寶」。

## 那須豐慶摹本
《「鄭成功畫像」那須豐慶摹本》：為佐久間總督命日本旅臺畫家那須豐慶依《鄭成功畫像》原畫所臨摹兩幅，第一幅摹本供俸於開山神社，第二幅摹本贈予鄭家。此件所留存之摹本為原供奉於開山神社（2003年更名為鄭成功文物館，2022年升格為臺南市歷史館），此摹本作者於畫中刻意寫實呈現原作畫面殘破缺損之表面現象，並於畫面左側座椅旁，有作者署款：兩行豎寫「明治辛亥（西元1911年）秋日 敬寫豐慶之」，款下鈐有方框印章，框內豎寫篆體「源朝臣」三字。2007年由臺南市政府以「鄭成功彩繪圖像」登錄為市定一般古物，2017年更名為《『鄭成功畫像』那須豐慶摹本》。